# Acar abdita
Acar abdita is een tweekleppigensoort uit de familie van de Arcidae. De wetenschappelijke naam van de soort is voor het eerst geldig gepubliceerd in 1994 door Oliver & Chesney.